# Micro-région de Lengyeltóti
La micro-région de Lengyeltóti (en hongrois : lengyeltóti kistérség) est une micro-région statistique hongroise rassemblant plusieurs localités autour de Lengyeltóti.